# Triplete primo
En matemáticas, un triplete primo es un conjunto de tres números primos en los que el menor y el mayor de los tres difieren en 6. En particular, los conjuntos deben tener la forma (p, p + 2, p + 6) o (p, p + 4, p + 6). Con las excepciones de (2, 3, 5) y (3, 5, 7), esta es la agrupación más cercana posible de tres números primos, ya que uno de cada tres números impares secuenciales es un múltiplo de tres, y por lo tanto no es primo (a excepción del propio número 3).

## Ejemplos
Los primeros primos trillizos (sucesión A098420 en OEIS) son
(5, 7, 11), (7, 11, 13), (11, 13, 17), (13, 17, 19), (17, 19, 23), (37, 41, 43), (41 , 43, 47), (67, 71, 73), (97, 101, 103), (101, 103, 107), (103, 107, 109), (107, 109, 113), (191, 193 , 197), (193, 197, 199), (223, 227, 229), (227, 229, 233), (277, 281, 283), (307, 311, 313), (311, 313, 317 ), (347, 349, 353), (457, 461, 463), (461, 463, 467), (613, 617, 619), (641, 643, 647), (821, 823, 827), (823, 827, 829), (853, 857, 859), (857, 859, 863), (877, 881, 883), (881, 883, 887)

## Subpares de primos
Un triplete principal contiene un par de números primos gemelos (p y p + 2, o p + 4 y p + 6), un par de números primos primos (p y p + 4, o p + 2 y p + 6 ) y un par de números primos sexies (p y p + 6).

## Versiones de orden superior
Un primo puede ser miembro de hasta tres tripletes primos; por ejemplo, 103 es miembro de (97, 101, 103), (101, 103, 107) y de (103, 107, 109). Cuando esto sucede, los cinco primos involucrados forman un quintuplete primo.
Un cuadruplete primo (p, p + 2, p + 6, p + 8) contiene dos tripletes primos superpuestos, (p, p + 2, p + 6) y (p + 2, p + 6, p + 8).

## Conjetura sobre los primos trillizos
De manera similar al caso de los números primos gemelos, se conjetura que hay infinitos tripletes primos. El primer triplete primo gigante conocido fue encontrado en 2008 por Norman Luhn y François Morain. Los números primos son (p, p + 2, p + 6) con p = 2072644824759 × 233333 - 1. A 2020 de October, el triplete principal probado más grande conocido, contiene números primos con 20.008 dígitos, es decir, los números primos (p, p + 2, p + 6) con p = 4111286921397 × 266420 - 1.
El número de Skewes para el triplete (p, p + 2, p + 6) es {\displaystyle 87613571}, y para el triplete (p, p + 4, p + 6) es {\displaystyle 337867}.